# Mount Lockhart
Mount Lockhart är ett berg i Antarktis. Det ligger i Västantarktis. Inget land gör anspråk på området. Toppen på Mount Lockhart är 952 meter över havet.
Terrängen runt Mount Lockhart är kuperad västerut, men österut är den platt. Trakten är obefolkad. Det finns inga samhällen i närheten.